# Marcus Wyatt
Marcus Kieran Wyatt (Honiton, 14 de diciembre de 1991) es un deportista británico que compite en skeleton.
Ganó una medalla de plata en el Campeonato Mundial de Skeleton de 2025 y dos medallas en el Campeonato Europeo de Skeleton, en los años 2024 y 2025.

## Palmarés internacional
| Campeonato Mundial | Campeonato Mundial           | Campeonato Mundial | Campeonato Mundial |
| Año                | Lugar                        | Medalla            | Prueba             |
| ------------------ | ---------------------------- | ------------------ | ------------------ |
| 2025               | Lake Placid (Estados Unidos) | Medalla de plata   | Individual         |
| Campeonato Europeo |                              |                    |                    |
| Año                | Lugar                        | Medalla            | Prueba             |
| 2024               | Sigulda (Letonia)            | Medalla de oro     | Individual         |
| 2025               | Lillehammer (Noruega)        | Medalla de plata   | Individual         |